# Rhopalocladium myxophilum
Rhopalocladium myxophilum är en svampart som beskrevs av Schroers, Samuels & W. Gams 1999. Rhopalocladium myxophilum ingår i släktet Rhopalocladium och familjen Bionectriaceae.   Inga underarter finns listade i Catalogue of Life.